# Municipio de Altepexi
El municipio de Altepexi (AFI: [alte'pexi]) (del nahuatl: atl, tepexi ‘agua, cerro’‘Agua que cae del cerro’) es un municipio del estado mexicano de Puebla. Según el censo de 2020, tiene una población de 22 629 habitantes.
Se localiza en el sureste de la entidad y forma parte de la región económica VII de Tehuacán.

## Ubicación

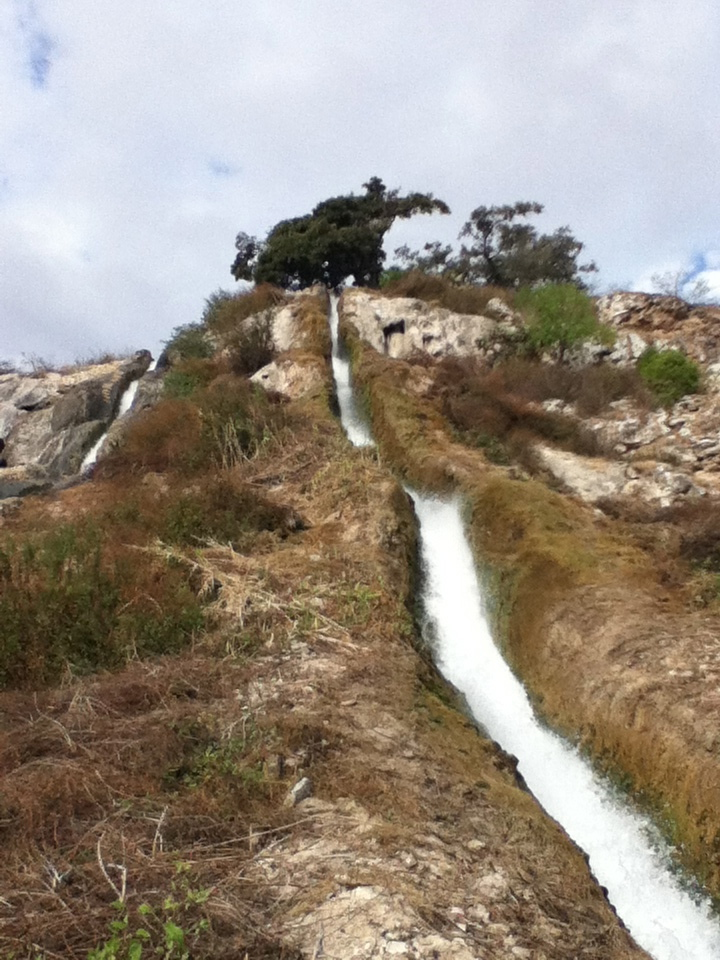
Altepexi

El municipio de Altepexi se localiza en el sureste del estado de Puebla. Limita al norte con el municipio de Tehuacán; al oriente, con Ajalpan; al sur, con Zinacatepec y San José Miahuatlán; y al poniente, con San Gabriel Chilac. Posee una superficie de 63,78 km².
El territorio de este municipio se encuentra ubicado completamente en el Valle de Tehuacán, por lo que su relieve es plano y con un ligero declive que se levanta hacia el noreste, rumbo a la Sierra Madre Oriental. El suelo predominante es el vertisol, con gran cantidad de arcilla y vocación para agricultura de riego. Al oeste se levanta una gran meseta o cerro por el cual corren dos caños; al sur se ubica otro. Altepexi forma parte de la cuenca del río Papaloapan. Presenta dos climas característicos del valle de Tehuacán. Uno de ellos es un clima semicálido con lluvias en verano y escasas a lo largo del año. Y el otro es un clima seco y cálido, el más seco de los esteparios. Este último se registra en la parte sur del municipio. Solo al sureste presenta pastizal inducido donde se tiene ganado caprino y matorral desértico rosetófilo, asociado con vegetación secundaria arbustiva. Al extremo norte, en la ribera del río Tehuacán, presenta mezquital.

## Flora y fauna

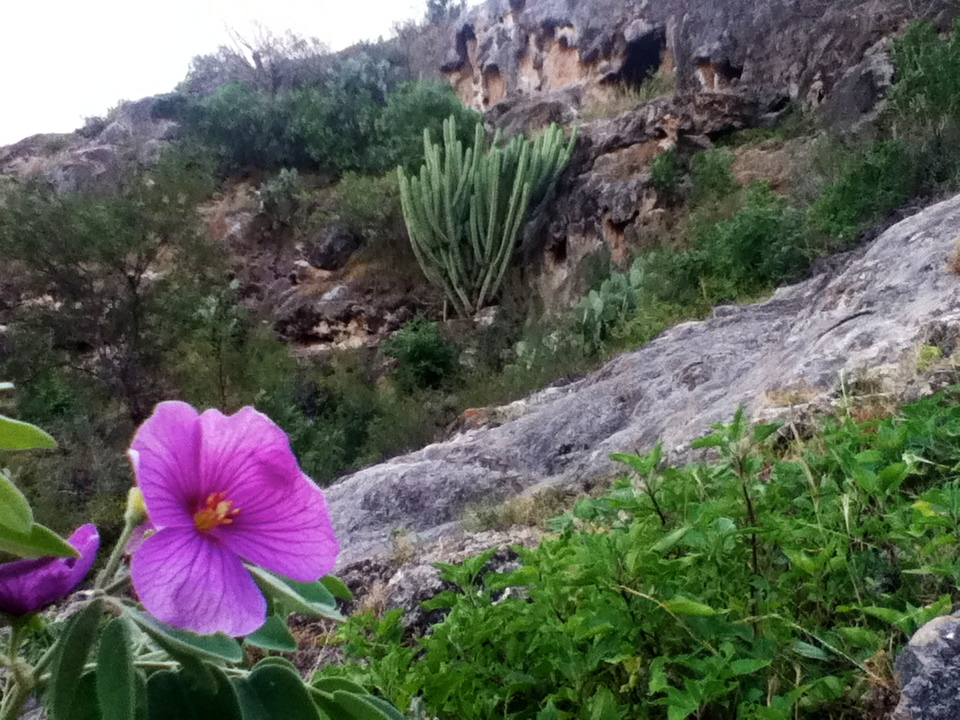
Flora de Altepexi apreciada en gran parte del cerro.

Existen diferentes clases de reptiles, desde la serpiente conejera hasta lagartos, sapos, así como mamíferos, desde los más grandes como coyotes hasta los más pequeños como conejos de campo, murciélagos, y diferentes tipos de aves, como gorriones, la paloma tehuacanera, pichones, tecolotes, búhos, gavilanes, zopilotes y hasta pájaros carpinteros. La flora está conformada por cactáceas características de la región, así como "la pata de elefante", nopales, carrizo, mezquites, pitaya, diferentes tipos de matorrales y pastizales.

## Salud
El municipio tiene un total de dos unidades médicas. Una de ellas pertenece al IMSS Solidaridad y la otra a SS de asistencia social. Estas proporcionan servicio a una población de 22,269 habitantes. Las unidades médicas son atendidas por un médico y una enfermera en cada unidad.

## Medios de comunicación y transporte
Cuenta con servicio de correo, telégrafo y teléfono. Recibe la señal de cadenas de TV y de estaciones radiodifusoras. Hay caminos de terracería y brechas, además de la carretera federal Tehuacán-Oaxaca, que atraviesa el municipio pasando por la cabecera municipal. Para llegar al municipio de Altepexi, se toman colectivos en el municipio de Tehuacán. El ferrocarril México-Puebla-Oaxaca cruza por el municipio y tiene una estación en la cabecera municipal, aunque ya no se usa.

## Producción
Entre los principales productos agrícolas que tiene el municipio destacan el maíz, en hortalizas el jitomate, tomate y chile verde. En lo que se refiere a este rubro el municipio cuenta con cría de ganado bovino, porcino, caprino, y ovino; incluye cría de ganado mular, asnal y de conejos, también cuenta con aves de corral. Cuenta con fábrica de artesanías de palma, vara, carrizo y mimbre; molienda de nixtamal, panadería y herrería. Entre los principales establecimientos comerciales se encuentran la preparación y expendio de alimentos, tienda de abarrotes, frutas y legumbres, carnicerías, pollerías, tortillerías, panaderías, zapaterías, tlapalerías, farmacias, papelerías, materiales para la construcción. Cuentan con yacimientos de piedra caliza para la construcción, localizada al oriente del municipio El municipio cuenta con centros de suministro comercial como, 2 tianguis que son instalados los miércoles y domingos y un mercado municipal

## Historia

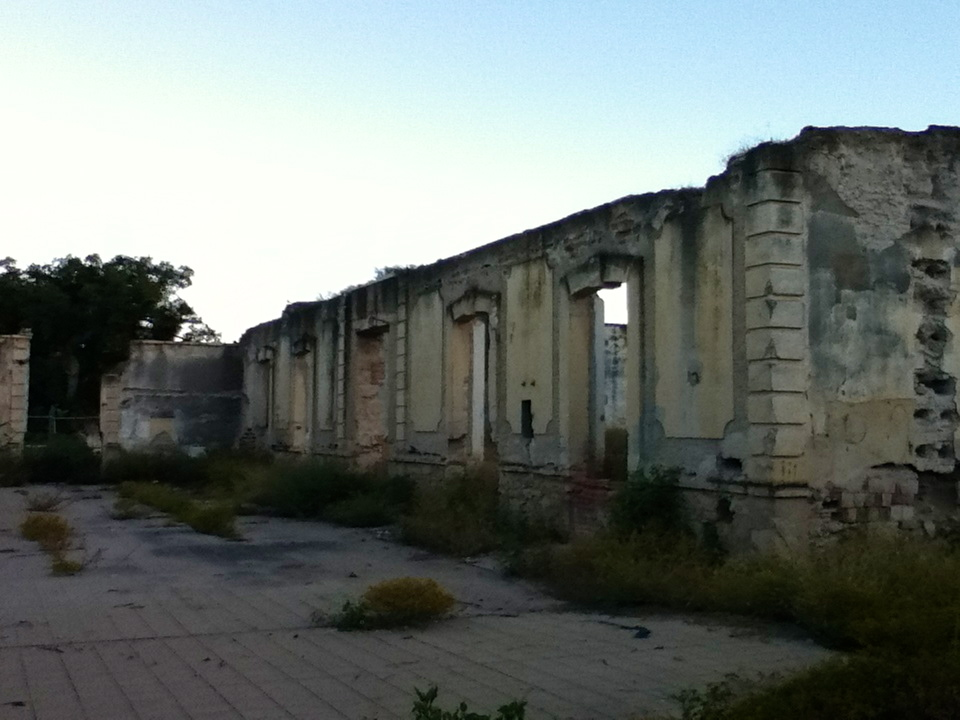
La exfábrica de Xaltepec

Grupos hablantes de náhuatl se establecieron en el territorio del Valle de Tehuacán, iniciando su fundación; en la última parte de la época colonial formó parte del antiguo distrito de Tehuacán. En 1930 se constituye como municipio; el pueblo de San Francisco construyó Templo parroquial en honor a San Francisco del siglo XVI.

## Artesanías
Elaboran canastas o recipientes de carrizo y de palma, además de otras artesanías que se usan en este municipio como las de barro que en este caso serían el molcajete y las cazuelas. También se realizan bordados de manteles usados típicamente durante las fiestas o para cubrir los canastos mientras se colocan las ofrendas de día de muertos. Anteriormente se realizaban bordados a mano de blusas del traje típico del municipio que usaban las personas mayores o se entregaban durante las bodas.

## Gastronomía
En el municipio de Altepexi existen diferentes y variados alimentos cuyo origen proviene de aquí, también por la popularidad de estos. Otras veces sus habitantes los preparan de otra manera dándole un sabor diferente a dichos alimentos como los siguientes:

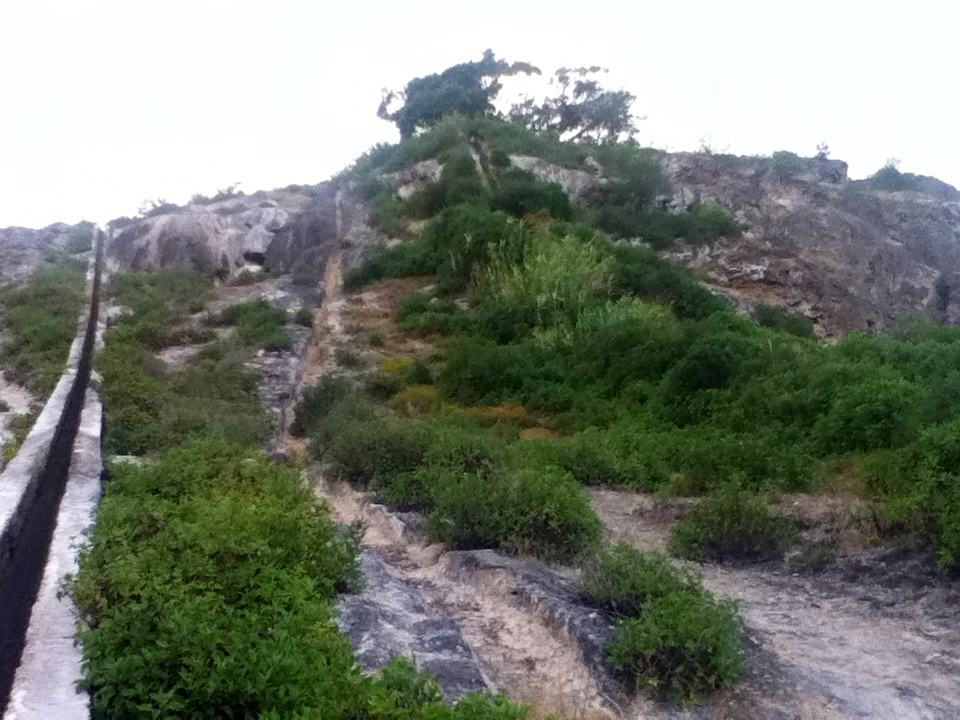

- Comida: mole de caderas o de espinazo, el tradicional mole con carne de pavo acompañado de ricos tamales de masa de maíz nixtamalizada y frijol envueltas en hojas de la planta de maíz, tortillas de maíz hechas a mano, carne de barbacoa de chivo o borrego y por último las tortas de pan de burro que son preparadas con frijol y huevo o chorizo.
- Dulces: conservas de durazno, tejocote, manzana y granados.
- Bebidas: atole, chileatole.
- Frutas: Es común el consumo de Pitajaya y tunas por el tipo de vegetación existente en la región, así como limón, guayaba, el llamado "tempesquixtle" que es un tipo de aceituna que se consume ya sea en frijol, hervido, tostado al comal.
- Verduras: Es común el consumo de verduras producidas en el municipio como Jitomate, tomate de cáscara, chile, calabacitas, elotes criollos, huajes.

## Geografía

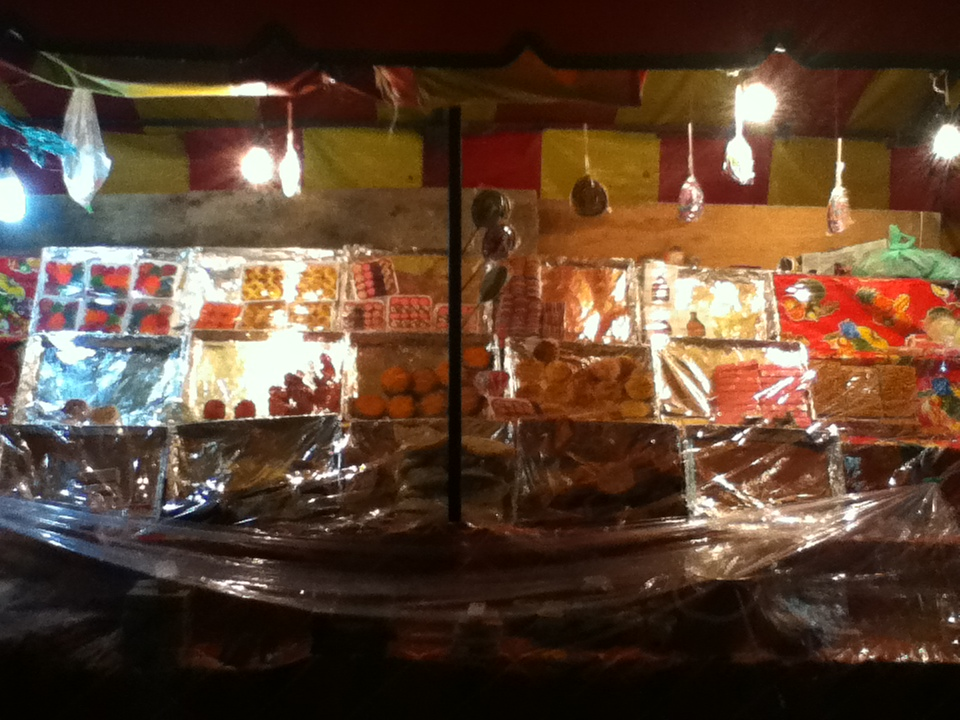
Feria en Altepexi

El municipio de Altepexi se localiza en el sureste del estado de Puebla. Limita al norte con el municipio de Tehuacán; al oriente, con Ajalpan; al sur, con Zinacatepec y San José Miahuatlán; y al poniente, con San Gabriel Chilac. Posee una superficie de 63,78 km². El territorio de este municipio se encuentra ubicado completamente en el Valle de Tehuacán, por lo que su relieve es plano y con un ligero declive que se levanta hacia el noreste, rumbo a la Sierra Madre Oriental. El suelo predominante es el vertisol, con gran cantidad de arcilla y vocación para agricultura de riego. Altepexi forma parte de la cuenca del río Papaloapan; la parte norte de su territorio es recorrida por el río Tehuacán, que es uno de los principales afluentes en el curso alto del Papaloapan.

## Demografía
Según el censo de 2020, Altepexi tiene una población de 22 629 habitantes, 10 889 hombres y 11 740 mujeres. La mayor parte de los habitantes del municipio habitan en la cabecera municipal, la ciudad de Altepexi, que alberga a 21 307 habitantes. La comunidad cuenta con varias escuelas, entre las cuales destacan el Bachillerato Emiliano Zapata, la Esc. Primaria Manuel Ávila Camacho, La Esc. Primaria Juan Escutia y la Esc. Secundaria Antonio García Cubas.